# Kuća od papira: Koreja
Kuća od papira: Koreja (kor: 종이의 집: 공동경제구역) južnokorejska je televizijska serija temeljena na istoimenoj španjolskoj seriji. To je korejska serija redatelja Kim Hong-suna i scenarista Ryu Yong-jaea. Serija prikazuje situaciju s talačkom krizom smještenu na Korejskom poluotoku, u kojoj sudjeluju genijalni ljudi s različitim osobnostima i sposobnostima. Serija je objavljena 2022. godine na Netflixu. Netflix je 29. travnja 2022. najavio datum izlaska Money Heist: Korea – Joint Economic Area, a objavljena je 24. lipnja 2022.
Remake prati priču i likove originalne španjolske verzije. Pisac je donio kulturne i jezične promjene u radnji kako bi seriji dao svjež izgled.

## Radnja
Profesor, jako inteligentan um, planira izvesti pljačku na Korejskom poluotoku. Operacija uključuje genijalne umove i lopove s različitim karakteristikama i sposobnostima, koji se moraju suočiti s neobičnim situacijama.

## Glumačka postava
- Yoo Ji-tae kao Professor
- Jeon Jong-seo kao Tokyo
- Park Hae-soo kao Berlin
- Lee Won-jong kao Moscow
- Kim Ji-hoon kao Denver
- Jang Yoon-ju kao Nairobi
- Lee Hyun-woo kao Rio
- Kim Ji-hun kao Helsinki
- Lee Kyu-ho kao Oslo
- Kim Yun-jin kao Seon Woo-jin, voditeljica tima za pregovore koja pripada Nacionalnoj policijskoj agenciji
- Kim Sung-oh kao Captain Cha Moo-hyuk, bivši specijalni agent poslan da riješi talačku krizu
- Park Myung-hoon kao Cho Young-min, direktor kovnice
- Lee Joo-bin kao Yoon Mi-seon, zaposlenica zadužena za računovodstvo u kovnici

## Pregled serije
| Sezona | Sezona | Epizode | Epizode           | Prva objava       | Prva objava      |
| ------ | ------ | ------- | ----------------- | ----------------- | ---------------- |
|        | 1.     | 12      | 6                 | 24. lipnja 2022.  | 24. lipnja 2022. |
| 6      | 1.     | 12      | 9. prosinca 2022. | 9. prosinca 2022. |                  |

## Produkcija
Prosinca 2020. objavljeno je da je Netflix potvrdio korejski remake serije s Kim Hong-sun kao redateljem i Ryu Yong-jae kao scenaristom. BH Entertainment bio bi zadužen za produkciju, a serije bi imale 12 epizoda.

## Promocija
Netflix je 17. siječnja 2022. putem teaser trailera otkrio engleski naslov serije, Money Heist: Korea - Joint Economic Area.

## Vanjske poveznice
- Kuća od papira: Koreja u internetskoj bazi filmova IMDb-a (engl.)